# Colunga
Colunga è un comune spagnolo  situato nella comunità autonoma delle Asturie.

## Geografia antropica

### Frazioni
- La Isla